# Entypesa nebulosa
Espèce
Entypesa nebulosa est une espèce d'araignées mygalomorphes de la famille des Entypesidae.

## Distribution
Cette espèce est endémique d'Anôsy à Madagascar,. Elle se rencontre vers Tôlanaro.

## Description
La femelle holotype mesure 12 mm.

## Publication originale
- Simon, 1902 : Description d'arachnides nouveaux de la famille des Aviculariides faisant partie de collections du Muséum. Bulletin du muséum d'Histoire naturelle de Paris, vol. 8, p. 595-599 (texte intégral).